# Saison 12 de Mon oncle Charlie

Cet article présente la douzième saison et la dernière saison de la série télévisée Mon oncle Charlie (Two and a Half Men).
Chronologie
Saison 11

## Distribution

### Acteurs principaux
- Jon Cryer (VF : Lionel Tua) : Alan J Harper
- Ashton Kutcher (VF : Benjamin Pascal) : Walden Schmidt
- Conchata Ferrell (VF : Élisabeth Margoni)  Berta Hernandez
- Holland Taylor (VF : Maaike Jansen) : Evelyn Harper (créditée au générique principal épisodes 2, 8, 15 et 16)
- Amber Tamblyn (VF : Chantal Baroin) : Jenny Harper (la fille de Charlie) (créditée au générique principal épisodes 2 et 3, 15)
- Edan Alexander (VF : Lucille Boudonnat) : Louis Schmidt, fils adoptif de Walden (crédité au générique principal épisodes 5 à 14)

### Acteurs récurrents
- Maggie Lawson (VF : Laura Blanc) : Ms. McMartin (épisodes 3 à 6 et 10 à 15)
- Courtney Thorne-Smith (VF : Véronique Alycia) : Lyndsey Mackelroy, petite amie d'Alan (épisodes 3, 9, 12 à 14, 16)

### Invités
- Michael Bolton : lui-même (épisodes 2, 13 et 14)
- Mimi Rogers (VF : Pauline Larrieu) : Robin Schmidt (épisode 2)
- Clark Duke (VF : Yoann Sover) : Barry (épisode 4)
- D.B. Sweeney (VF : Pascal Germain) : Larry (épisode 4)
- Ryan Stiles (VF : Patrice Dozier) : Herb Melnick (épisodes 4 et 9)
- Angus T. Jones (VF : Alexandre Nguyen) : Jake Harper (épisodes 5 et 16)
- Deanna Russo (VF : Jade Phan-Gia) : Laurel (épisodes 7, 9 et 10)
- Melanie Lynskey (VF : Natacha Muller) : Rose (épisodes 8, 15 et 16)
- Emmanuelle Vaugier (VF : Naïké Fauveau) : Mia (épisode 15)
- Jennifer Taylor (VF : Ariane Deviègue) : Chelsea (épisode 15)
- April Bowlby (VF : Nathalie Spitzer) : Kandy (épisode 16)
- Marin Hinkle (VF : Élisabeth Fargeot) : Judith Melnick (épisode 16)
- Judy Greer (VF : Anne Massoteau) : Bridget Schmidt (épisode 16)
- Sophie Winkleman (VF : Barbara Delsol) : Zoey Hyde-Tottingham-Pierce (épisode 16)
- John Stamos (VF : Bertrand Liebert) : lui-même (épisode 16)
- Christian Slater (VF : Xavier Béjà) : lui-même (épisode 16)
- Chuck Lorre : lui-même (épisode 16)
- Arnold Schwarzenegger (VF : Daniel Beretta) : Lieutenant Wagner (épisode 16)

## Épisodes

### Épisode 1:Les Bons Vieux Épinards mexicains
- États-Unis /  Canada : 30 octobre 2014 sur CBS / CTV
- France : 12 avril 2015 sur Comédie+
- Québec : sur V
- Suisse : sur TSR1

- États-Unis : 10,29 millions de téléspectateurs

- Angela Lin (Laura)
- Malea Rose (Stacy)

### Épisode 2:Bar chic à Ibiza
- États-Unis /  Canada : 6 novembre 2014 sur CBS / CTV
- France : 12 avril 2015 sur Comédie+
- Québec : sur V
- Suisse : sur TSR1

- États-Unis : 9,12 millions de téléspectateurs

- Mimi Rogers (Robin Schmidt)
- Michael Bolton (lui-même)
- Tom Virtue (Stan)

### Épisode 3:Camping de Luxe en Yourte
- États-Unis /  Canada : 13 novembre 2014 sur CBS / CTV
- France : 12 avril 2015 sur Comédie+
- Québec : sur V
- Suisse : sur TSR1

- États-Unis : 8,75 millions de téléspectateurs

### Épisode 4:Helen est intemporelle
- États-Unis /  Canada : 20 novembre 2014 sur CBS / CTV
- France : 12 avril 2015 sur Comédie+
- Québec : sur V
- Suisse : sur TSR1

- États-Unis : 8,62 millions de téléspectateurs

- Clark Duke (Barry)
- Lyn Alicia Henderson (Patricia)
- Ryan Stiles (Herb Melnick)
- D.B. Sweeney (Larry)
- Alessandra Torresani (Kathy)

### Épisode 5:Le Roi Louis
- États-Unis /  Canada : 27 novembre 2014 sur CBS / CTV
- France : 19 avril 2015 sur Comédie+
- Québec : sur V
- Suisse : sur TSR1

- États-Unis : 6,93 millions de téléspectateurs

- Angus T. Jones (Jake Harper "images d'archives")

### Épisode 6:Alan a tiré sur une petite fille
- États-Unis /  Canada : 4 décembre 2014 sur CBS / CTV
- France : 19 avril 2015 sur Comédie+
- Québec : sur V
- Suisse : sur TSR1

- États-Unis : 8,10 millions de téléspectateurs

- Jessica Lu (Jean)
- Michele Boyd (Nikki)

### Épisode 7:Sexe avec vieillard animé
- États-Unis /  Canada : 11 décembre 2014 sur CBS / CTV
- France : 19 avril 2015 sur Comédie+
- Québec : sur V
- Suisse : sur TSR1

- États-Unis : 9,30 millions de téléspectateurs

- Deanna Russo (Laurel)
- Laura Stone (Danielle)
- Brenda Koo (Julie)

### Épisode 8:Miracle de noël
- États-Unis /  Canada : 18 décembre 2014 sur CBS / CTV
- France : 19 avril 2015 sur Comédie+
- Québec : sur V
- Suisse : sur TSR1

- États-Unis : 8,80 millions de téléspectateurs

- Melanie Lynskey (Rose)
- Richard Riehle (le père noël)
- Kari Klinkenborg (Misty)
- Alex Rose Wiesel (Kerry)

### Épisode 9:Toucher rectal
- États-Unis /  Canada : 8 janvier 2015 sur CBS / CTV
- France : 26 avril 2015 sur Comédie+
- Québec : sur V
- Suisse : sur TSR1

- États-Unis : 10,07 millions de téléspectateurs

- Ryan Stiles (Herb Melnick)
- Katie Cleary (Katherine)
- Rose Matheu (Lilly)
- Deanna Russo (Laurel)

### Épisode 10:Maxi culotte beige
- États-Unis /  Canada : 15 janvier 2015 sur CBS / CTV
- France : 26 avril 2015 sur Comédie+
- Québec : sur V
- Suisse : sur TSR1

- États-Unis : 9,38 millions de téléspectateurs

- Deanna Russo (Laurel)

### Épisode 11:Le Papa club
- États-Unis /  Canada : 22 janvier 2015 sur CBS / CTV
- France : 26 avril 2015 sur Comédie+
- Québec : sur V
- Suisse : sur TSR1

- Bill Smitrovich (Rick)
- Gary Anthony Williams (Leo)
- David Denman (Jack)
- Jason Mesches (Brian)

### Épisode 12:Je suis pas un pigeon
- États-Unis /  Canada : 29 janvier 2015 sur CBS / CTV
- France : 26 avril 2015 sur Comédie+
- Québec : sur V
- Suisse : sur TSR1

- États-Unis : 9,71 millions de téléspectateurs

- Edmond Alan Forsyth  (serveur)

### Épisode 13:L'Appartement idéal
- États-Unis /  Canada : 5 février 2015 sur CBS / CTV
- France : 3 mai 2015 sur Comédie+
- Québec : sur V
- Suisse : sur TSR1

- États-Unis : 9,39 millions de téléspectateurs

- Michael Bolton (Lui-même)
- Michael Patrick McGill (Joseph)
- Vernee Watson-Johnson  (Karen)

### Épisode 14:Le Vœu
- États-Unis /  Canada : 12 février 2015 sur CBS / CTV
- France : 3 mai 2015 sur Comédie+
- Québec : sur V
- Suisse : sur TSR1

- États-Unis : 9,33 millions de téléspectateurs

- Michael Bolton (Lui-même)
- Matthew Jordan (Louis à 21 ans)
- Sarayu Rao (Emily)

### Épisode 15:Bien sûr qu'il est mort(1repartie)
- États-Unis /  Canada : 19 février 2015 sur CBS / CTV
- France : 3 mai 2015 sur Comédie+
- Québec : sur V
- Suisse : sur TSR1

- États-Unis : 13,52 millions de téléspectateurs

- Chris Coppola  (Douglas)
- Melanie Lynskey (Rose)
- Missi Pyle (Delores Pasternak)
- Jennifer Taylor (Chelsea)
- Emmanuelle Vaugier (Mia)
- Arnold Schwarzenegger (VF : Daniel Beretta) (lieutenant Wagner)

### Épisode 16:Bien sûr qu'il est mort(2epartie)
- États-Unis /  Canada : 19 février 2015 sur CBS / CTV
- France : 3 mai 2015 sur Comédie+
- Québec : sur V
- Suisse : sur TSR1

- États-Unis : 13,52 millions de téléspectateurs

- April Bowlby (Kandy)
- Roger V. Burton (Kim Rupert)
- Judy Greer (Bridget Schmidt)
- Marin Hinkle (Judith Melnick)
- Angus T. Jones (Jake Harper)
- Melanie Lynskey (Rose)
- Chuck Lorre (lui-même)
- Christian Slater (lui-même)
- John Stamos (lui-même)
- Sophie Winkleman  (Zoey Hyde-Tottingham-Pierce)
- Arnold Schwarzenegger (Lieutenant Wagner)